# Bactris timbuiensis
Bactris timbuiensis, também conhecido como tucunzinho, é uma espécie de  planta do gênero Bactris e da família Arecaceae. 

## Taxonomia
A espécie foi descrita em 1996 por Helio de Queiroz Boudet Fernandes. 

## Forma de vida
É uma espécie terrícola e de palmeira. 

## Descrição
Palmeira espinescente, de caule cespitoso, de até 5,5 m de altura. Estipe com até 4,5 m de comprimento e 3,7 cm de diâmetro, espinhos semiachatados com 2,5 cm de comprimento, negros ou marrom-escuros. Folhas 3-5 contemporâneas, pinadas, espinhos com até 8 cm adensados na bainha e pecíolo, e escassos na raque; bainha de 30-31 cm de comprimento; pecíolo de 32-83 cm de comprimento; bainha e pecíolo pilosos; raque de 0,8-1,6 m de comprimento, originando 33-46 pinas lineares ou levemente sigmoides, regularmente arranjadas e dispostas em um único plano, pina mediana de 35-60 cm de comprimento e 1,6-2,3 cm de largura. Inflorescência interfoliar, ramificada; pedúnculo recurvado, achatado, piloso, 9 cm; profilo de 7,5-12 cm; bráctea peduncular de 18-27 cm, densamente armada com espinhos negros ou marrons de até 1,8 cm, geralmente decaindo com o amadurecimento dos frutos; raque de até 3 cm, originando 32-40 raquilas filiformes de até 5 cm. Frutos maduros avermelhados, obovados, não espinulosos, com 1,3-1,5 cm de diâmetro e até 1,5 cm de comprimento; a polpa é escassa e amilácea. 

## Conservação
A espécie faz parte da Lista Vermelha das espécies ameaçadas do estado do Espírito Santo, no sudeste do Brasil. A lista foi publicada em 13 de junho de 2005 por intermédio do decreto estadual nº 1.499-R. 

## Distribuição
A espécie é endêmica do Brasil e encontrada no estado brasileiro de Espírito Santo. 
A espécie é encontrada no domínio fitogeográfico de Mata Atlântica, em regiões com vegetação de floresta ombrófila pluvial.